# フェリカテクニカルアカデミー
フェリカテクニカルアカデミーは、東京都豊島区にあるITと建築を学ぶスクール。
職業訓練や短期有料講習、企業向けセミナーなどを行っている。

## 設置分野
- 建築分野
- IT分野

## 沿革
- 1980年（昭和55年） 開校

## 所在地
- 東京都豊島区南池袋2-12-9　KKビル4F